# Xanthorhoe reticulata
Xanthorhoe reticulata är en fjärilsart som beskrevs av Edward Alfred Cockayne 1953. Xanthorhoe reticulata ingår i släktet Xanthorhoe och familjen mätare. Inga underarter finns listade i Catalogue of Life.